# 荒川線

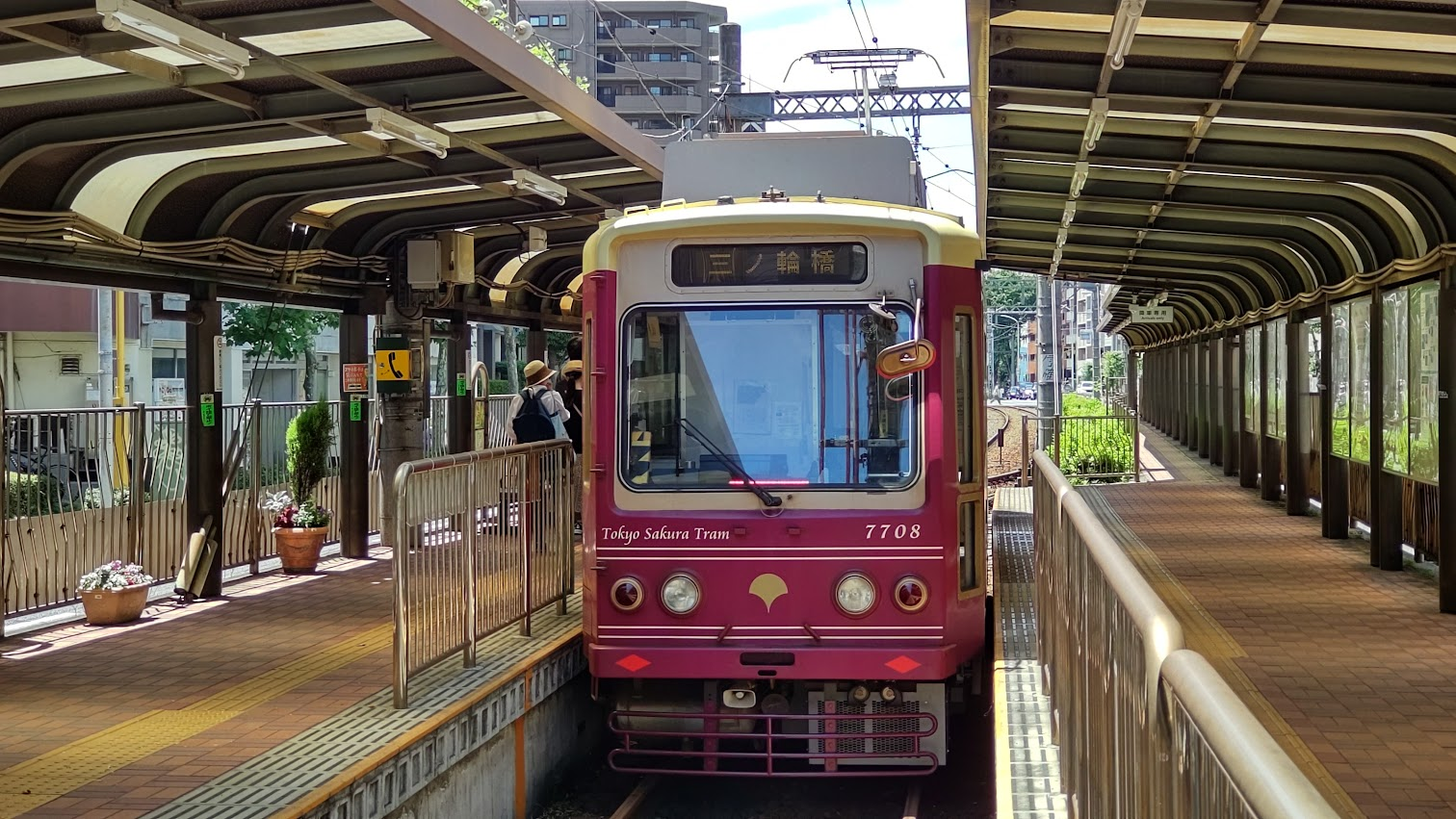
在早稻田停留場停靠的東京都交通局7000型電車 (2024年6月)

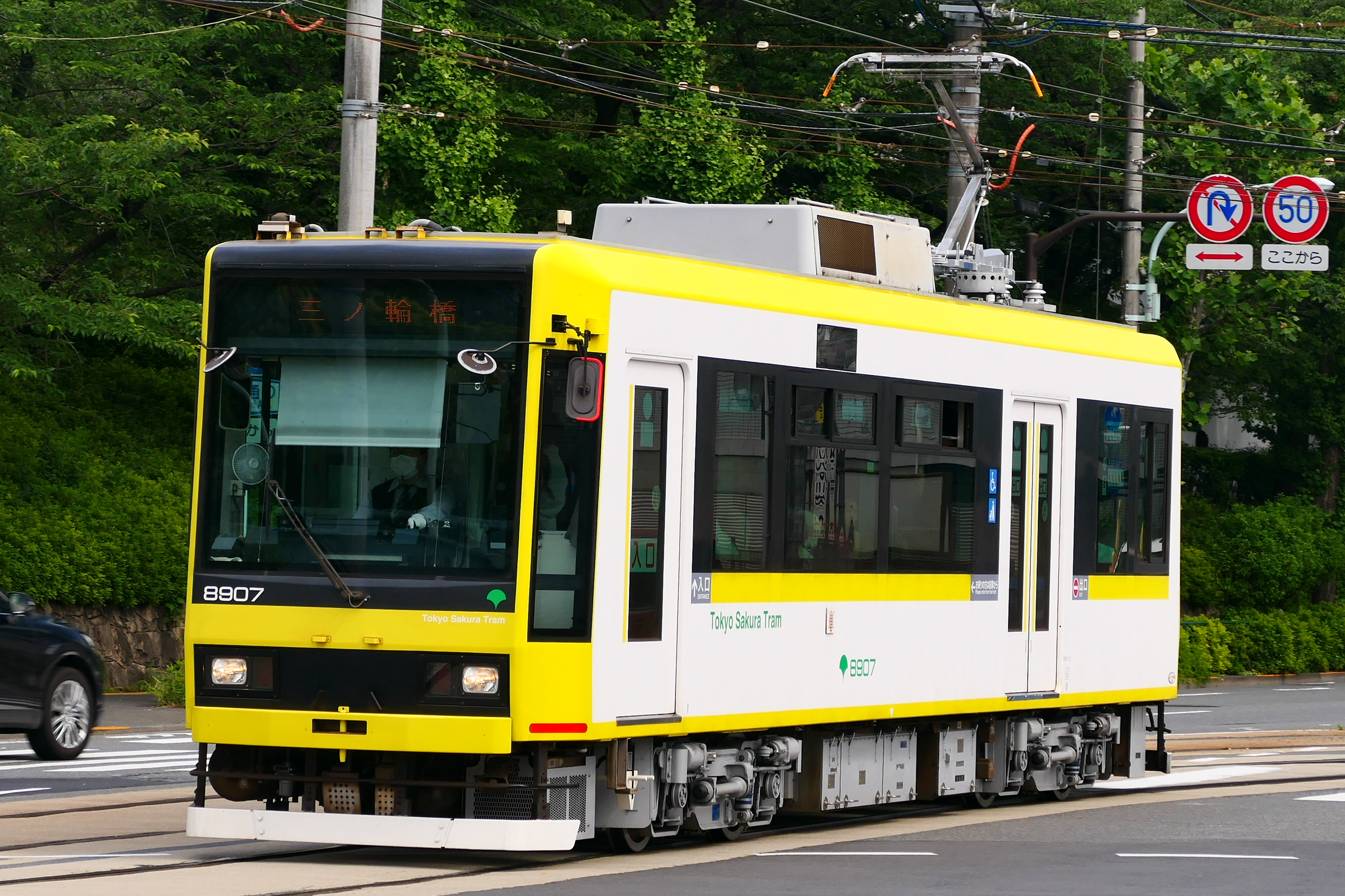
飛鳥山停留場至王子站前停留場的東京都交通局8900型電車 (2023年5月)

荒川線（日语：／ Arakawa sen */?）是日本一條路面電車路線，連結東京都荒川區南千住一丁目三之輪橋停留場和同新宿區西早稻田一丁目早稻田停留場，屬於東京都交通局作為事業主體的東京都電車（都電）軌道路線。暱稱為「東京櫻花有軌電車」（2017年4月28日決定）。車站編號所使用的路線記號是SA（2017年11月下旬起依次引入）。

## 概要
荒川線為東京都內僅存的公營路面電車路線，由東京都交通局所經營。與隸屬私鐵的東急世田谷線並列為東京僅有的兩條仍在營運的路面電車路線。
王子電氣軌道曾向東京都（當時為東京市）買下了27系統和32系統營運權，1972年11月12日都電全面廢止，專用軌道系統僅存荒川線。現在老年人因此會稱之為「王子電車」、「王電」。
於明治通（即國道122號）上，飛鳥山－王子站前間的幾個站為併用區間（即與道路共用路權），其他為專用軌道。
荒川線電車現在均以以單節車廂運行、一人控制（司機員駕駛電車兼收票）。

## 收費
收費全線大人IC卡168日圓，現金170日圓，兒童IC卡84日圓，現金90日圓（截至2019年10月1日）。各停留場不設出閘與閘口，乘車時支付車費。司機席旁設有車費箱、IC卡讀卡機，可使用現金（十日圓硬幣 - 一千日圓紙幣）、PASMO、Suica等IC卡及紙製回數券。王子站前停留場，一部分時段會在月台上有交通局職員駐守設置車費箱、IC卡讀卡機，並在乘車前支付。車費採用上車收費，下車視為乘車結束。不設轉乘及中途下車制度，再乘車時必須再次繳費。
一日乘車券為400日元，當日可無限搭乘
（2015年4月8日資料）。

## 上下車方法
都電荒川線與23區之內行駛的東京都營公車一樣採用「前乘後降」（前門上車、後門下車）措施，上車時先在前門的運賃箱（車資箱）付費。多人上車的場合，乘務員必需確認所有人的車資都已支付。下車按鈕按下，就能用後門下車。

## 運行形態
走完全線約53分鐘。除早朝、深夜外，以平均6〜7分的間隔發車行駛。除了全線行駛的班次，亦有區間行駛的班次。區間行駛的班次以王子站前、荒川車庫前、町屋站前和大塚站前這幾個站為起站及終點站。各站於10時至15時的時刻表僅以「約6〜7分一班車」標示，並沒有寫具體的開車時刻。各站設有電子看板顯示班車時刻等資訊。在旅客多的時候會有2輛的電車接連到開的情況發生。週六日中午前後及晴天時，因旅客較多，會加開班車。

## 歷史
該線路始於由王子電氣軌道鋪設的線路，被稱為都電27系統（三ノ輪橋 - 赤羽）和32系統（荒川車庫前 - 早稲田），它在兩條路線上運行，於1911年開業。在這種背景下，王子電氣軌道以來部分乘客仍稱它為“王子電車”（簡稱：“王電”）。直至1942年王子電氣軌道被東京市電合併。
在1960年代，交通擠塞問題日益嚴重，公共工程項目出現赤字，以及建造城市地鐵的成本負擔的背景下，東京都政府從1967年起相繼廢除了都電，並暫時考慮廢除所有線路。 其中，都電27和32系統得到了特別保存，因為路線大部分是專用軌道，對汽車的通行幾乎沒有障礙，幾乎與該路線平行的明治通道的擠塞是一直持續的，並且據判斷，如果使用路線巴士（都營巴士）作為替代路線，則預定服務將很困難。使沿線居民強烈要求保留該線。考慮到這條線路的交通需求很高，並且可以預期它是盈利，因為如上所述，大多數線路都是專用線路，線路管理相對容易，而且很少發生交通擁堵的情況。 即使在1972年11月12日廢除了大部分的都電線後，該線只有北本通（王子驛前 - 赤羽間）的27系統的一部分被廢除，其餘大多數倖存下來。 拆除計劃於1974年撤消，將27台和32台一直作為獨立系統運行的系統進行了整合，根據指導，“荒川線”的名稱被確定為新的統一路線名稱。

## 使用車輛

### 現行車輛

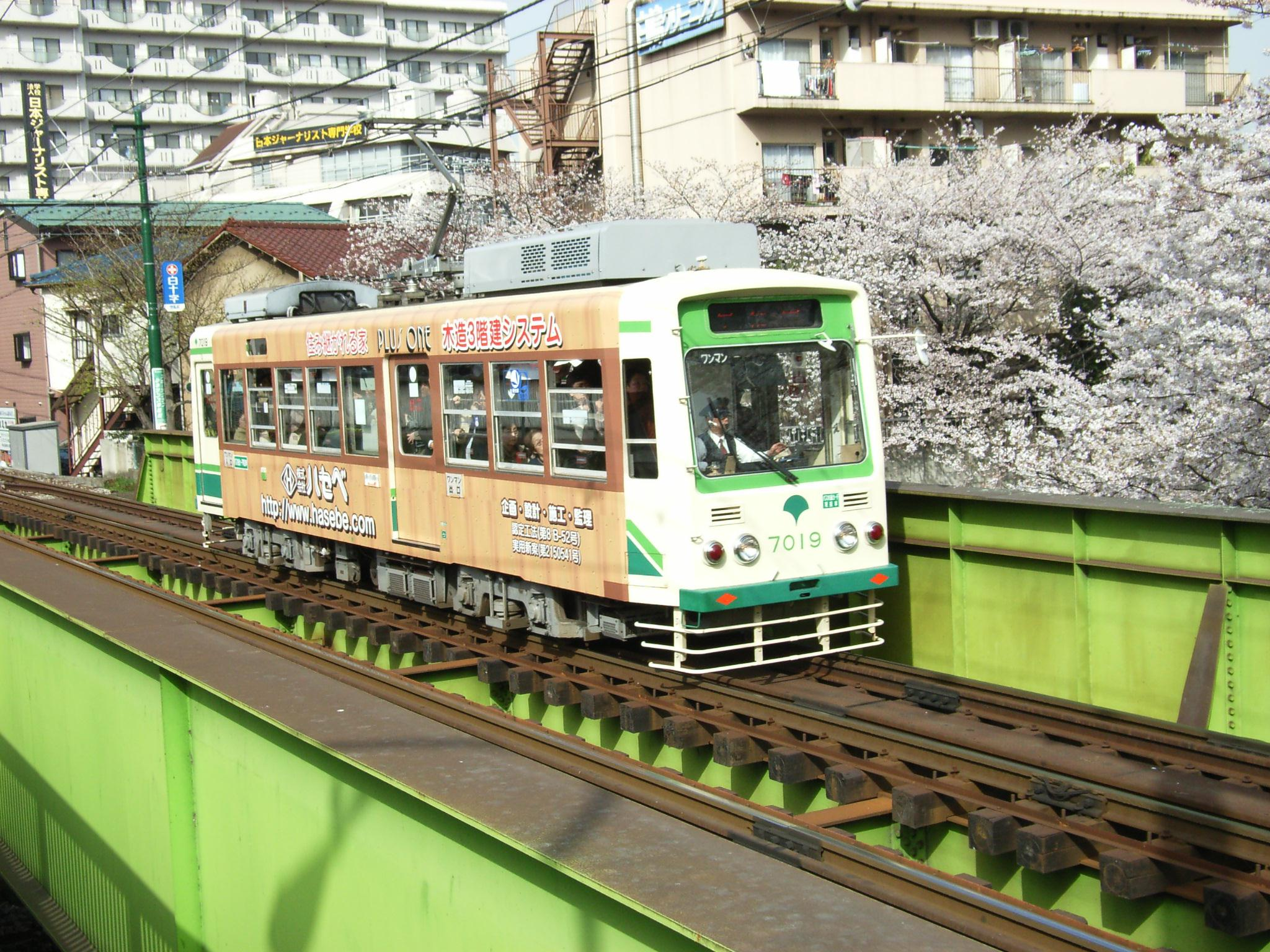
包有廣告的7000型（學習院下近邊，攝於2006年4月1日）

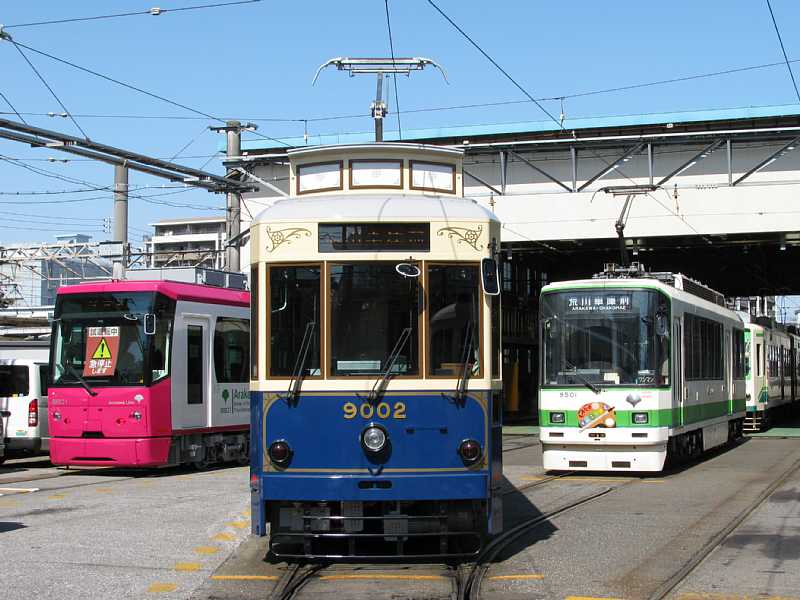
都電新世代車輛3種（左起為8800型、9000型、8500型。攝於2009年3月10日荒川電車營業所）

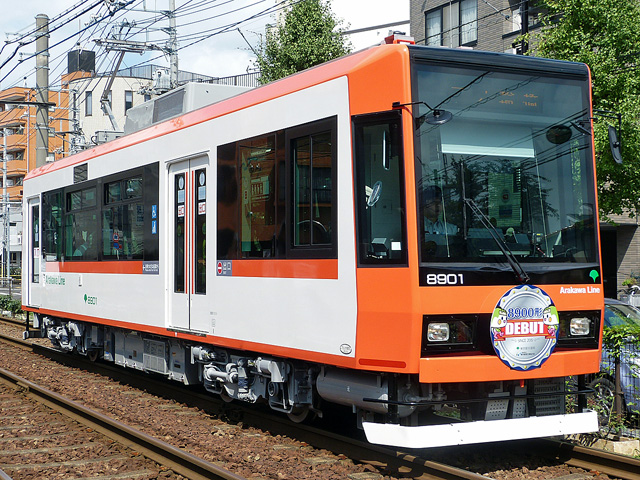
8900型（攝於2015年9月19日東尾久三丁目〜町屋二丁目）

為了確保陷入困境的東京都交通局的收入來源，大多數正在使用的車輛是在車身外部帶有完整廣告的車輛，並且很少有沒有廣告的車輛。現時所有列車都有英語廣播。
2008年3月起，除8500型外所有車輛的自動導覽廣播加入英語廣播。之後8500型伴隨廣播裝置更新也實施英語廣播。
電號截至2017年10月。電號是列車無線與運行管理系統用的ID，車輛編號分別在入口門（行進方向左側的前門）傍邊以2位數編號記載（有欠號）。荒川車庫營業所當中，車輛位置、電號、目的地等顯示於電光揭示板。
7700型
7000型的更新車，電氣部件與轉向架等零件替換成與8900型相同。後述的8900型製造預定將會減少，由7700型取代。2016年（平成28年）5月30日啟用，至同年度末為止引入合計8節。
- 7700型7701號車 7701 - 7702號車以綠色為基調
（攝於2016年7月30日荒川車庫前）
- 7700型7704號車 7703 - 7705號車以藍色基調
（攝於2016年9月26日飛鳥山交差點）
- 7700型7707號車 7706 -7708號車以深紅色基調
（攝於2017年5月29日町屋站前）

8500型
電號：34（7512→8501號）、41 - 42（8502 - 8503號）、29（7505→8504號）、12（7017→8505號） 登場之後曾為40 - 44 （8501 - 8505號）。
伴隨7000型、7500型老化，1990年（平成2年）起增備。當初計劃以本型號新車取代2型式的舊車，後來因為財政關係與缺乏多餘車輛在生產5節後就停產。
9000型
電號：44（8505→9001號）、48（9002號）
以昭和初期東京市電形象設計的復古車輛，以代替2001年（平成13年）停運的6000型，2007年度、2008年度製造了2節。
8800型
電號：49 - 53（8801 - 8805號）、86 - 90（8806 - 8810號） 2010年10月起的2個月間曾將8806電號編為38（7518號的轉移）、8807電號編為37（7516號的轉移）。
作為與9000型不同的新型車輛，8801與8802兩節於2009年（平成21年）4月26日啟用。引入前的2008年1月提出了3種車輛設計，並通過公開徵集設計投票（投票期間：2008年1月16日 - 25日），結果圓形設計獲得最多票數，該設計獲得採納。2010年（平成22年）3月起8803-8805開始營業運行，8806與8807於10月22日起運行，8808-8810於12月25日起運行，預定完成10節。
8900型

電號：91 - 96（8901 - 8906號）
作為與8800型不同的新型車輛，2015年（平成27年）引入2節（橙色塗裝），同年9月18日起啟用。之後、藍色、玫瑰紅、黃色的車輛至2016年度為止各2節，合計引入8節（當初預定引入16節，因為計劃改變，製造至一半的8節時中止，改為7000型改造成7700型），以替換既有的8節7000型電車。製造商為ALNA車輛。

### 過去使用車輛
6000型
電號：93（6152號）。此為昭和30年代都電全盛期的主力形式，荒川線至1978年（昭和53年）一人控制化前共使用13節，當中5節改造為一人控制化紀念花電車乙6000形（1981年廢車），一人控制化以後只餘下唯一的6152號車。之後此車輛加設「一球先生號」的愛稱，以活動運行與租用列車為中心運行，2001年廢車。此後直至2007年9000型登場前都沒有活動用車輛。
以本型式保存車輛較多，截至2020年也有6節在都內各地保存（詳詳參見車輛條目）。2008年靜態保存於私人住宅30年的6086號車回到荒川電車營業所並向公眾開放。
7500型
電號：26（7501號）、27 - 31（7503 - 7507號）、32 - 35（7510 - 7513號）、36 - 37（7515 - 7516號）, 38（7518號）, 39（7520號）。
由9000型與8800型替換，2011年3月13日全車引退。
荒川線成立以前就已經使用，與7000型同樣在幾年後更新後車身。不過7504號車沒有接受更新車身，只作早上繁忙時段專用的「學園號」運行，2001年廢車。
2008年起東京都交通局與南海集團開展名為「東京阪」的共同行動，2010年6月6日起7511號改為以阪堺Mo 161型為形象，配色改為阪堺電氣軌道（舊南海大阪軌道線）昭和40年代的塗裝，窗邊採用濃綠色底，門則為橙色的配色。公佈時車輛的方向幕目的地顯示屏改為「天王寺站前」「住吉」以進行共同公關。同時期在阪堺Mo 501型也以都電6000型為形象的電車登場，形成「PR互相直通運行」。這是繼2009年秋天江之島電鐵與京福電氣鐵道之後，不同公司交換塗裝的第二例。
7510號於2011年因應都營交通創業100周年紀念花電車運行改造為花100型，不過在2018年引退。
- 7500型引退的紀念攝影會（攝於2011年3月13日荒川電車營業所）
- 都營交通創業100周年紀念運行的7500型改造的花電車（2011年10月1日）

7000型
電號：01 - 03（7001 - 7003號）、07（7008→7005號）、08（7010號）、11（7016號）、17（7022號）、19（7024號）、23 - 24（7029 - 7030號）04 - 06、09 - 10、13 - 16、18、20 - 22、25欠號。
最後僅餘的7022號於2017年6月10日停用，翌日11日於荒川車庫舉辦「謝謝7000型活動」。
荒川線成立以前已經使用，之後幾年進行更換車身。如前述，一部分車輛改造為7700型。
集英社的漫畫雜誌《週刊少年Jump》連載中的《烏龍派出所》於2006年為紀念突破連載30周年，在作品中登場的荒川線7000型使用廣告電車運行。
除此以外，也有使用與6000型同型但長度較短的3000型，昭和初期製造的小型車1000型，昭和30年代大量生產投入各營業所的經濟車8000型，由杉並線轉屬的輕量車身2500型，繼承王子電氣軌道的100型、120型、150型、160型、170型。

## 停留場列表
- 所有停留場均位於東京都23區內。
- 町屋站前、王子站前、大塚站前的各停留場條目為方便起見併入町屋站（京成、東京地下鐵）、王子站（JR、東京地下鐵）、大塚站（JR）。

| 停留場編號 | 中文停留場名 | 日文停留場名 | 英文停留場名 | 站間距離 | 累計距離 | 接續路線                                                                    | 所在地 |
| ---------- | ------------ | ------------ | ------------ | -------- | -------- | --------------------------------------------------------------------------- | ------ |
| SA 01      | 三之輪橋     |              |              | -        | 0.0      | 東京地下鐵： 日比谷線（三之輪：H-20）                                       | 荒川區 |
| SA 02      | 荒川一中前   |              |              | 0.3      | 0.3      |                                                                             | 荒川區 |
| SA 03      | 荒川區役所前 |              |              | 0.3      | 0.6      |                                                                             | 荒川區 |
| SA 04      | 荒川二丁目   |              |              | 0.4      | 1.0      |                                                                             | 荒川區 |
| SA 05      | 荒川七丁目   |              |              | 0.4      | 1.4      |                                                                             | 荒川區 |
| SA 06      | 町屋站前     |              |              | 0.4      | 1.8      | 京成電鐵： 本線（町屋：KS04） 東京地下鐵： 千代田線（町屋：C-17）           | 荒川區 |
| SA 07      | 町屋二丁目   |              |              | 0.4      | 2.2      |                                                                             | 荒川區 |
| SA 08      | 東尾久三丁目 |              |              | 0.3      | 2.5      |                                                                             | 荒川區 |
| SA 09      | 熊野前       |              |              | 0.6      | 3.1      | 東京都交通局： 日暮里-舍人線（NT 04）                                       | 荒川區 |
| SA 10      | 宮之前       |              |              | 0.4      | 3.5      |                                                                             | 荒川區 |
| SA 11      | 小台         |              |              | 0.3      | 3.8      |                                                                             | 荒川區 |
| SA 12      | 荒川遊園地前 |              |              | 0.3      | 4.1      |                                                                             | 荒川區 |
| SA 13      | 荒川車庫前   |              |              | 0.5      | 4.6      |                                                                             | 荒川區 |
| SA 14      | 梶原         |              |              | 0.4      | 5.0      |                                                                             | 北區   |
| SA 15      | 榮町         |              |              | 0.5      | 5.5      |                                                                             | 北區   |
| SA 16      | 王子站前     |              |              | 0.5      | 6.0      | 東日本旅客鐵道： 京濱東北線（王子，JK36） 東京地下鐵： 南北線（王子：N-16） | 北區   |
| SA 17      | 飛鳥山       |              |              | 0.5      | 6.5      |                                                                             | 北區   |
| SA 18      | 瀧野川一丁目 |              |              | 0.4      | 6.9      |                                                                             | 北區   |
| SA 19      | 西原四丁目   |              |              | 0.4      | 7.3      |                                                                             | 北區   |
| SA 20      | 新庚申塚     |              |              | 0.4      | 7.7      | 都營地下鐵： 三田線（西巢鴨：I-16）                                         | 豐島區 |
| SA 21      | 庚申塚       |              |              | 0.2      | 7.9      |                                                                             | 豐島區 |
| SA 22      | 巢鴨新田     |              |              | 0.5      | 8.4      |                                                                             | 豐島區 |
| SA 23      | 大塚站前     |              |              | 0.5      | 8.9      | 東日本旅客鐵道： 山手線（大塚，JY12）                                       | 豐島區 |
| SA 24      | 向原         |              |              | 0.5      | 9.4      |                                                                             | 豐島區 |
| SA 25      | 東池袋四丁目 |              |              | 0.6      | 10.0     | 東京地下鐵： 有樂町線（東池袋：Y-10）                                       | 豐島區 |
| SA 26      | 都電雜司谷   |              |              | 0.2      | 10.2     |                                                                             | 豐島區 |
| SA 27      | 鬼子母神前   |              |              | 0.5      | 10.7     | 東京地下鐵： 副都心線（雜司谷：F-10）                                       | 豐島區 |
| SA 28      | 學習院下     |              |              | 0.5      | 11.2     |                                                                             | 豐島區 |
| SA 29      | 面影橋       |              |              | 0.5      | 11.7     |                                                                             | 新宿區 |
| SA 30      | 早稻田       |              |              | 0.5      | 12.2     |                                                                             | 新宿區 |

## 外部連結
- 東京櫻花有軌電車（都電荒川線） （页面存档备份，存于） - 東京都交通局